# Nerkin Karmiraghbyur
Nerkin Karmiraghbyur là một đô thị thuộc tỉnh Tavush, Armenia. Dân số ước tính năm 2011 là 1088 người.